# Djairo Guedes de Figueiredo
Djairo Guedes de Figueiredo (Limoeiro do Norte, 2 de abril de 1934) é um matemático brasileiro.
Após se tornar engenheiro civil formado pela Universidade Federal do Rio de Janeiro em 1956, obteve os títulos de Master of Science (NYU, 1958) e Doctor of Philosophy (NYU, 1961) em matemática, orientado por Louis Nirenberg. Foi professor titular no Instituto Nacional de Matemática Pura e Aplicada (1968), na Universidade de Brasília (1971), na University of Illinois (1973) e na Universidade Estadual de Campinas (1988). Atualmente é professor colaborador da UNICAMP. Em 1965 e 1984 foi agraciado com bolsa da Fundação Solomon R. Guggenheim. É membro titular da Academia Brasileira de Ciências, e Pesquisador 1A do CNPq desde 1985. Também participa da Sociedade Brasileira de Matemática e da American Mathematical Society. Em 1992 foi premiado com a Bolsa de Reconhecimento Acadêmico "Zeferino Vaz", pelo Conselho Universitário da UNICAMP e, em 1995 com a Grã Cruz da Ordem Nacional do Mérito Científico. Em 2004, recebeu o título de "Doctor Honoris Causa" pela Universidade Federal da Paraíba. Em 2009, passou a ser membro da Academia Nacional de Ciencias de Buenos Aires. Em 2011, foi o primeiro brasileiro agraciado com a medalha de ouro da Acadêmia de Ciências Telesio Galilei (Telesio-Galilei Academy of Sciences) da Grã-Bretanha. Seu campo de pesquisa é a Teoria das Equações Diferenciais Parciais, tendo escrito várias monografias e artigos de pesquisa publicados em revistas especializadas no Brasil e no exterior.

## Livros
- Análise I
- Análise de Fourier e Equações Diferenciais Parciais
- Equações Diferenciais Aplicadas
- Números Irracionais e Transcendentes